# ببکک (دهانه)
ببکک یک دهانه برخوردی در ماه است.

## دهانه‌های اقماری
این دهانه ۲ دهانه اقماری دارد.
| Babcock | عرض جغرافیایی | طول جغرافیایی | قطر          |
| ------- | ------------- | ------------- | ------------ |
| H       | ۳٫۰° N        | ۹۶٫۵° E       | ۶۳٫۰ کیلومتر |
| K       | ۱٫۲° N        | ۹۵٫۲° E       | ۱۰٫۰ کیلومتر |